# Ямская (Белозерский район)
Ямская — деревня в Белозерском районе Вологодской области.
Входит в состав городского поселения Город Белозерск, с точки зрения административно-территориального деления — в Глушковский сельсовет.
Расположена на берегу Белого озера. Расстояние до районного центра Белозерска по автодороге — 1 км. Ближайшие населённые пункты — Маслово, Силькино, Монастырская.
По переписи 2002 года население — 96 человек (46 мужчин, 50 женщин). Преобладающая национальность — русские (98 %).